# Луганский городской совет
 Луганский городской совет (укр. Луганська міська рада) — одна из административно-территориальных единиц в составе Луганской области c центром в городе Луганск. Луганскому городскому совету подчинены 2 города и 1 посёлок городского типа. Население — 429,8 тыс. чел. (на 1 января 2019 года в границах с 7 октября 2014 года).

## Состав
Луганский городской совет — 429 869 чел.
- - город Луганск — 403 938 чел.
  - город Александровск — 6 481 чел.
  - пгт Юбилейный/Катериновка  — 16 482 чел.
  - Сельское население – 2 968 чел.

Всего 2 города и 1 пгт, а также сельское население.
7 октября 2014 года в связи с разрывом административных связей в районе на фоне проведения АТО Постановлением Верховной Рады № 1693-VII «Об изменениях в административно-территориальном устройстве Луганской области, изменении и установлении границ Новоайдарского и Славяносербского районов Луганской области (укр. Про зміни в адміністративно-територіальному устрої Луганської області, зміну і встановлення меж Новоайдарського і Слов’яносербського районів Луганської області)» из состава Луганского городского совета в состав Новоайдарского района Луганской области выведен Счастьинский городской совет общей площадью 1639 га.

## Экономика
Крупный центр машиностроения, трубной промышленности, лёгкой и угольной промышленностей.